# KLPD-web
Het KLPD-web was een intranet dat omstreeks december 2004 onder regie van het Bureau Communicatie van het Korps landelijke politiediensten (KLPD) werd ontwikkeld en waarbij het accent werd gelegd op stimulering van interne communicatie, het verstrekken van intern nieuws, het verstrekken van informatie over het KLPD aan andere politiekorpsen en het delen van kennis om de organisatie transparanter en efficiënter te doen worden.

## Nationale Politie
Vanaf 1 januari 2013, na de invoering van de Nationale Politie, verdween het KLPD-Web gefaseerd en ging op in één landelijk politie-intranet.